# Blaise (affluent de l'Eure)
Pour les articles homonymes, voir Blaise.
Pour un article plus général, voir Réseau hydrographique d'Eure-et-Loir.
La Blaise est une rivière française qui prend sa source dans la région naturelle du Perche et qui coule à travers le Thymerais dans le département d'Eure-et-Loir en région Centre-Val de Loire. C'est un affluent de l'Eure, et donc un sous-affluent du fleuve la Seine.

## Hydronymie
Les mentions les plus anciennes de cette rivière sont flumen Blesis vers 1024, Blasia 1297, la Bloise 1372, la Blaize 1536.
Peut-être issu du celtique *blet « loup » (LG) + suff. rom. -ia : (aqua) *bletia «(cours d'eau) du loup ».
À rapprocher de la Blaise, affluent de la Marne.

## Géographie
Longue de 49,1 km, la Blaise prend sa source à Senonches dans le département d'Eure-et-Loir, non loin de la limite de l'Orne.
Après un cours globalement orienté du sud-ouest vers le nord-est, la Blaise rejoint l'Eure, dont elle est un affluent de rive gauche, près de Fermaincourt (commune de Cherisy), à l'altitude 74 mètres.
À Dreux, la Blaise difflue et donne naissance en rive droite à un bras nommé rivière des Châtelets qui coule ensuite parallèlement au bras principal, jusqu'à une confluence séparée avec l'Eure située 400 mètres environ en amont de celle du bras principal. À la diffluence, le bras principal est nommé « bras de l'Écluse ».

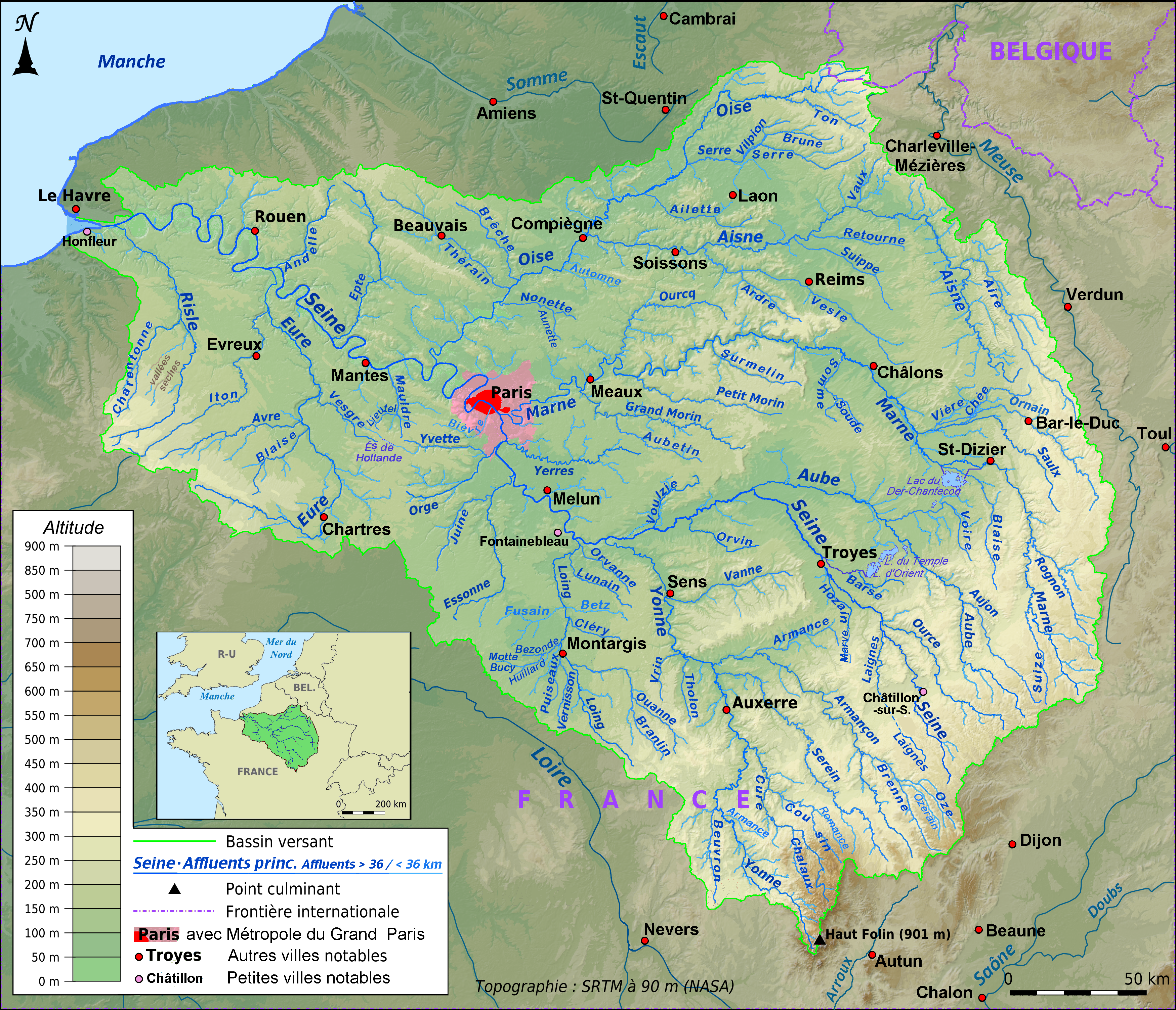
Position de la Blaise dans le bassin de la Seine.

### Communes et cantons traversés
Coulant uniquement dans le département d'Eure-et-Loir, la Blaise traverse treize communes et cinq cantons :
- Les communes arrosées sont, dans le sens amont vers aval : Senonches (source), Louvilliers-lès-Perche, Maillebois, Saint-Ange-et-Torçay, Fontaine-les-Ribouts, Saulnières, Crécy-Couvé, Aunay-sous-Crécy, Tréon, Garnay et termine son cours dans l'agglomération drouaise traversant successivement Vernouillet, Dreux et Cherisy ;

- Concernant les cantons, la Blaise prend source dans l'ancien canton de senonches, traverse les anciens cantons de Châteauneuf-en-Thymerais, Dreux-Ouest, Dreux-Sud et conflue dans l'ancien canton de Dreux-Est.

La Blaise d'amont en aval
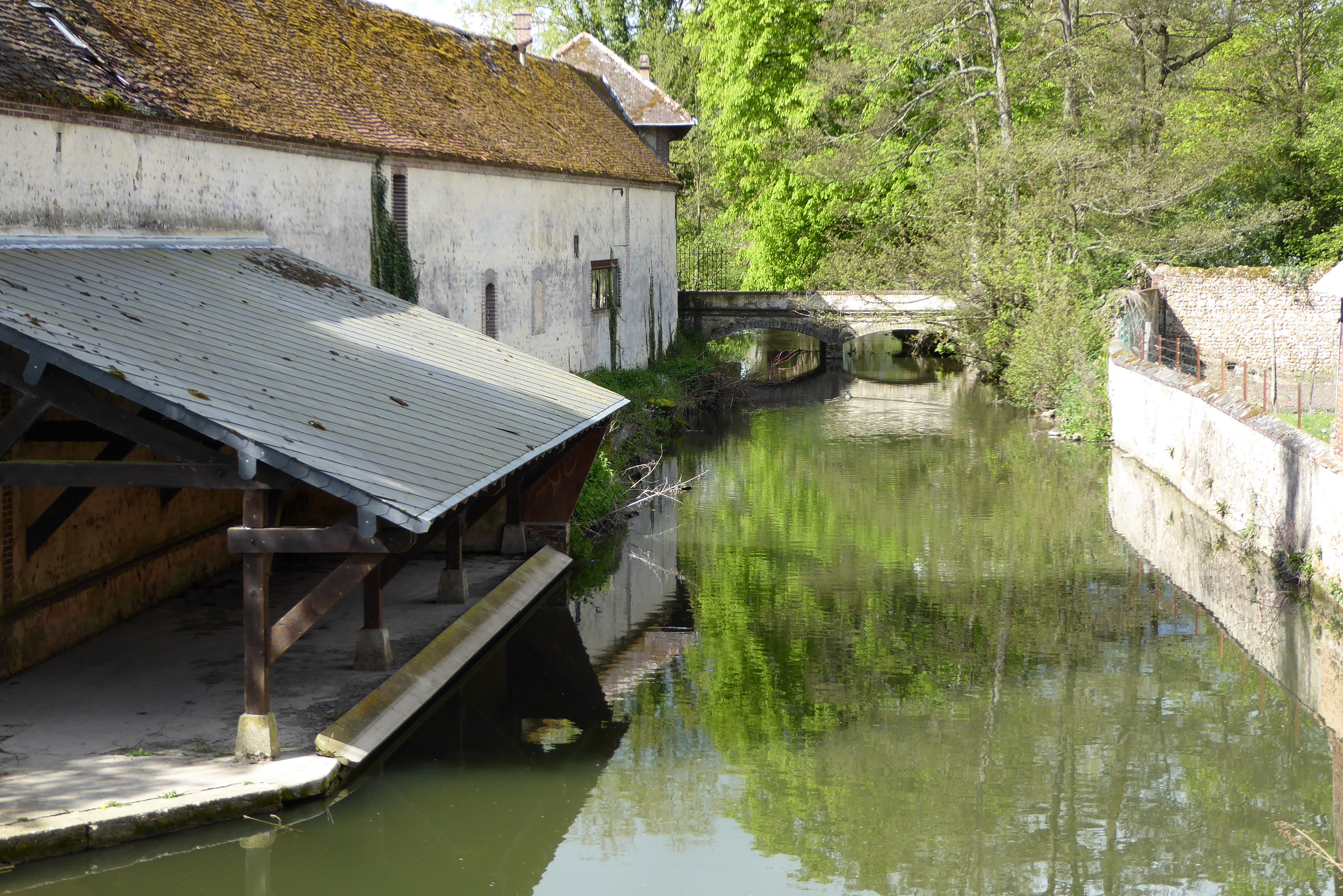
Maillebois.
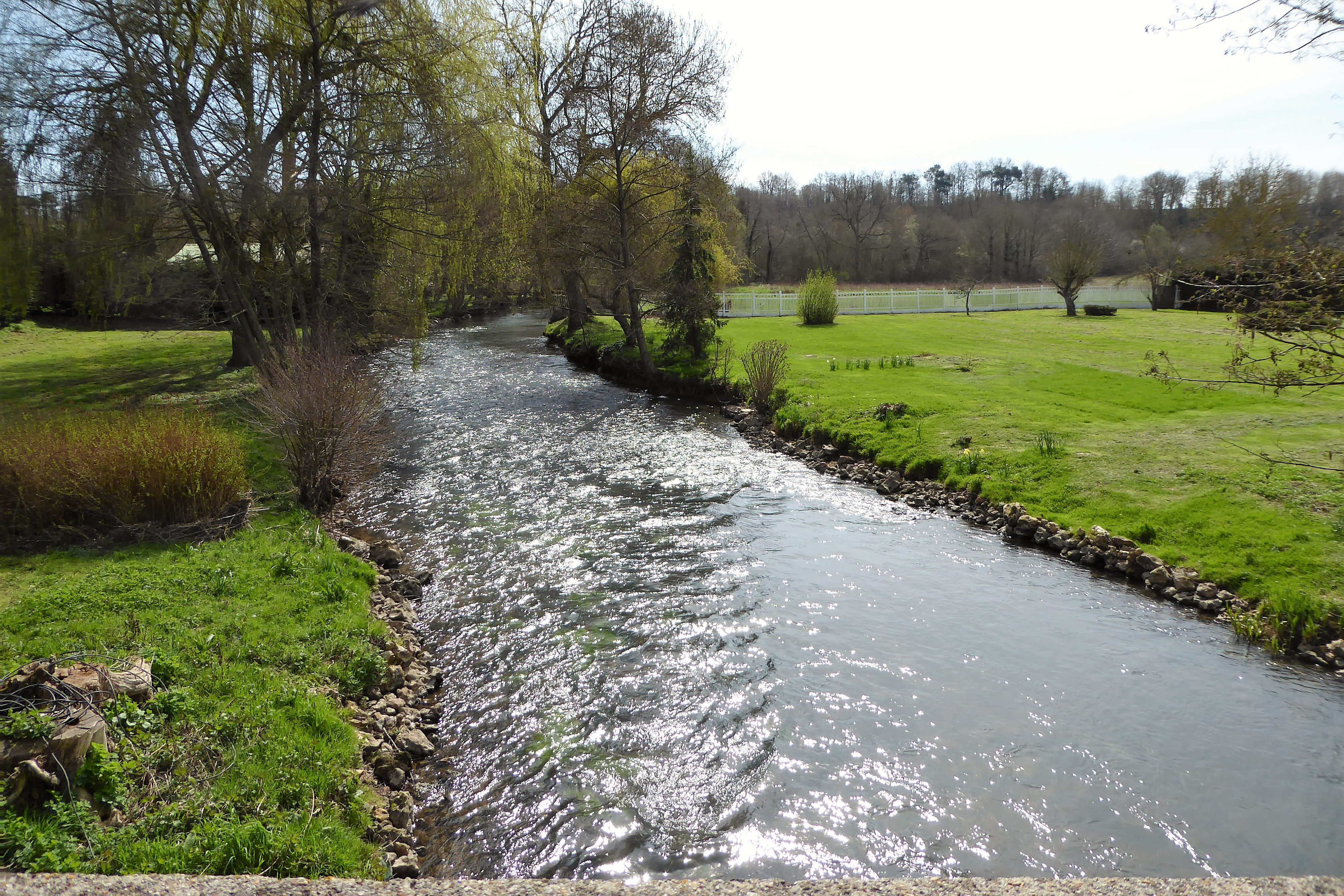
Saint-Ange-et-Torçay.
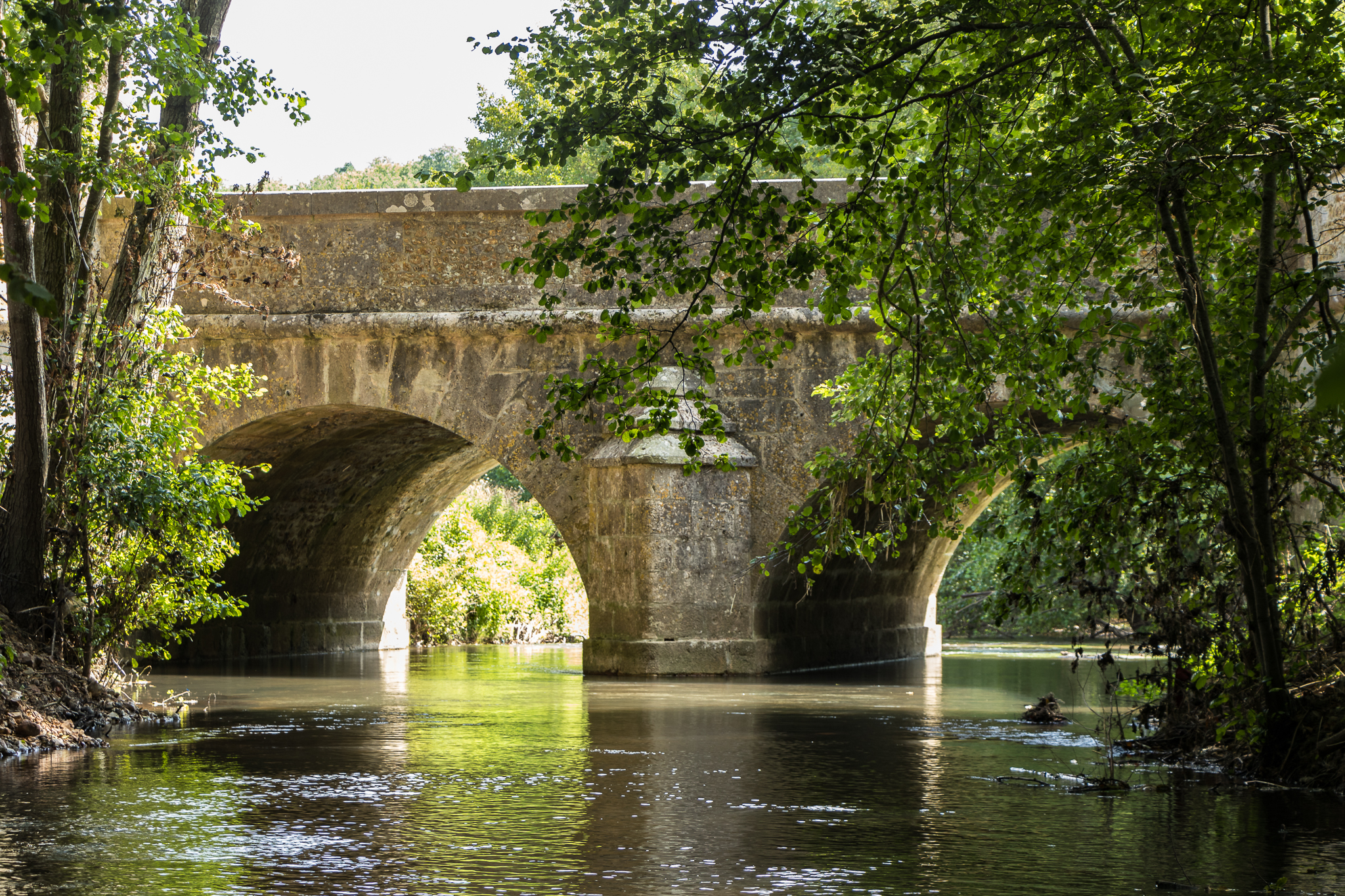
Pont de la Bellassière[6] Crécy-Couvé.
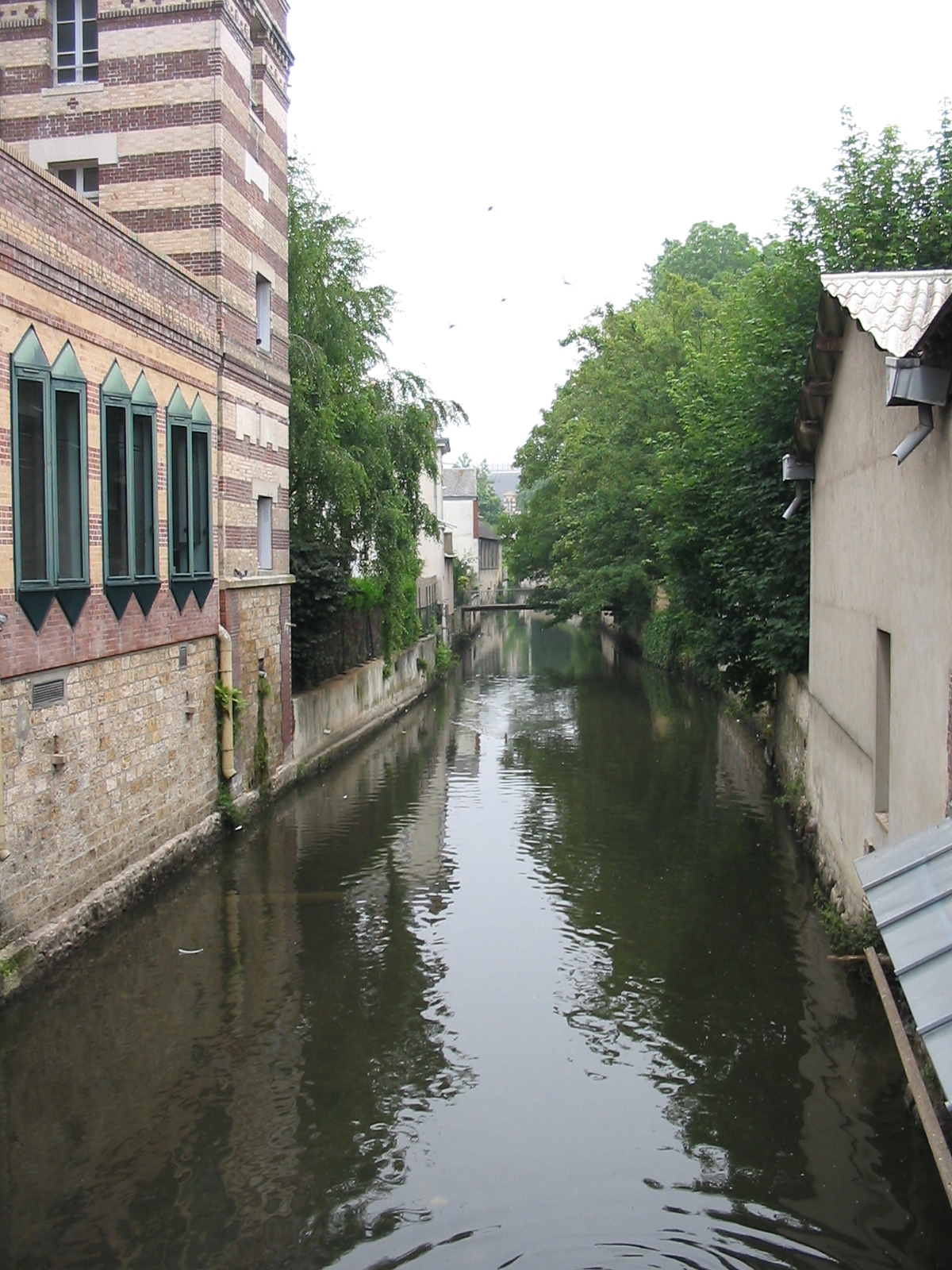
Dreux.

### Bassin versant
La superficie du bassin versant varie de 413 à 485 km2, selon les sources, et recouvre totalement ou partiellement, 43 communes.

### Organisme gestionnaire
La vallée de la Blaise de Maillebois à Cherisy est gérée par le Syndicat du bassin versant des 4 Rivières (SBV4R) depuis 2018, à la suite de la fusion du Syndicat ontercommunal de la vallée de la Blaise (SIVB) , du Syndicat intercommunal du cours moyen de l'Eure (SICME), du Syndicat intercommunal de la rivière Eure 1ère section (SIRE 1) et du Syndicat intercommunal de la Basse-Vesgre (SIBV).

## Affluents et diffluents
La Blaise a quatre affluents principaux, de longueur supérieure à 10 kilomètres, référencés dans la base SANDRE
- le ruisseau de Saint-Martin ou ruisseau la Germaine (rd), 19,16 km, sur les six communes de Ardelles, Digny, Jaudrais, Maillebois, Saint-Maixme-Hauterive, et Saint-Maurice-Saint-Germain (code SANDRE H4179000 ; coordonnées de la confluence à Maillebois : 48° 38′ 16″ N, 1° 10′ 48″ E).
- le Ravin (r?), 15,96 km, sur les huit communes de Aunay-sous-Crécy, Le Boullay-les-Deux-Églises, Crécy-Couvé, Saint-Jean-de-Rebervilliers, Saint-Sauveur-Marville, Saulnières, Thimert-Gâtelles et Tremblay-les-Villages (code SANDRE H4182000 ; coordonnées de la confluence à Crécy-Couvé : 48° 39′ 55″ N, 1° 17′ 16″ E).
- le ruisseau de la Vallée de Saint-Vincent (r?), 14,73 km, sur les quatre communes de Ardelles, Maillebois, Saint-Ange-et-Torçay et Saint-Maixme-Hauterive  (code SANDRE H4180700 ; coordonnées de la confluence à Saint-Ange-et-Torçay : 48° 39′ 07″ N, 1° 12′ 26″ E).
- le ruisseau de Saint-Cyr (rd), 10,68 km, sur les trois communes de Louvilliers-lès-Perche, Le Mesnil-Thomas, et Senonches  (code SANDRE H4173000 ; coordonnées de la confluence à Louvilliers-lès-Perche : 48° 37′ 01″ N, 1° 04′ 04″ E).

Neuf autres cours d'eau affluents mineurs de la Blaise ont des cours inférieurs à 10 kilomètres :
- Vallée de Grimoux (7 km)
- Fossé 03 des Vaux (4 km)
- Fossé 02 de la Commune de Senonches (2 km)
- Fossé 01 des Poignandières (2 km)
- Fossé 01 de la Commune de Senonches (1 km)
- Fossé 01 de la Côte du Houx (1 km)
- Fossé 01 de la Ferme Neuve (1 km)
- L'Amourette (1 km)
- Cours d'Eau 01 des Reguins (1 km)

Par ailleurs, la Blaise présente une diffluence au niveau de Dreux ; elle donne naissance en rive droite à la rivière des Châtelets.

## Hydrologie
Le débit moyen annuel ou module de la Blaise, observé durant une période de 30 ans (de 1974 à 2003), à Garnay, localité située peu avant son confluent avec l'Eure à deux kilomètres en aval de Dreux, est de 1,96 m3/s pour une surface de bassin de 413 km2.
La Blaise présente des fluctuations saisonnières de débit fort modérées. La période de hautes eaux se déroule en hiver et au début du printemps et est caractérisée par des débits mensuels moyens allant de 2,16 à 2,58 m3/s, de décembre à avril inclus (avec un maximum en février). Dès avril le débit diminue progressivement pour aboutir à la période des basses eaux qui a lieu de juillet à septembre inclus, avec une baisse du débit moyen mensuel allant jusqu'à 1,46 m3/s au mois d'août, ce qui est encore franchement abondant, pour un petit cours d'eau. Cependant les fluctuations de débit peuvent être plus importantes d'après les années et sur des périodes plus courtes.

### Étiage ou basses eaux
À l'étiage le VCN3 peut baisser jusque 0,820 m3/s, en cas de période quinquennale sèche, soit 820 litres par seconde, ce qui est abondant.

### Crues
Les crues cependant peuvent être relativement importantes. Les QIX 2 et QIX 5 valent respectivement 14 et 20 m3/s. Le QIX 10 est de 25 m3/s, le QIX 20 de 29 m3/s, tandis que le QIX 50 se monte à 34 m3/s.
Le débit instantané maximal enregistré à Garnay durant cette période, a été de 27,2 m3/s le 6 janvier 2001, tandis que le débit journalier maximal enregistré était de 22,6 m3/s le 23 janvier 1995. En comparant la première de ces valeurs à l'échelle des QIX de la rivière, il apparaît que cette crue n'était pas d'ordre vicennal, c'est-à-dire nullement exceptionnelle.

### Lame d'eau et débit spécifique
Au total, la Blaise est une rivière médiocrement abondante, comme la plupart de ses voisines du sud-ouest du bassin de la Seine et du bassin de l'Eure plus particulièrement. La lame d'eau écoulée dans son bassin versant est de 150 millimètres annuellement, ce qui est nettement inférieur à la moyenne de la France, tous bassins confondus, et aussi à la moyenne du bassin de la Seine (plus ou moins 240 millimètres). Le débit spécifique (ou Qsp) de la rivière atteint 4,8 litres par seconde et par kilomètre carré de bassin.

## Faune
La Blaise est classé en première catégorie piscicole de sa source à sa confluence avec l'Eure à Cherisy, la truite fario étant l'espèce dominante.

## Aménagements et écologie
Le syndicat intercommunal de la vallée de la Blaise (SIVB) a entrepris plusieurs actions pour améliorer la continuité écologique de la rivière :
- suppression d'ouvrages vétustes entre Dreux et la confluence avec l'Eure, notamment au moulin de Réveillon ;
- chantier de Tréon en 2015, moulin de Fortisle[10] ;
- chantier de Saulnières en 2017, suppression du vannage de l'ancienne fonderie, fermée en 2002[11].